# Вулька-Петковська
Вулька-Петковська (пол. Wólka Pietkowska) — село в Польщі, у гміні Вишки Більського повіту Підляського воєводства.
Населення — 323 особи (2011).
У 1975-1998 роках село належало до Білостоцького воєводства.

## Демографія
Демографічна структура станом на 31 березня 2011 року:
|          | Загалом | Допрацездатний вік | Працездатний вік | Постпрацездатний вік |
| -------- | ------- | ------------------ | ---------------- | -------------------- |
| Чоловіки | 151     | 31                 | 101              | 19                   |
| Жінки    | 172     | 26                 | 97               | 49                   |
| Разом    | 323     | 57                 | 198              | 68                   |